# Chinchilla de Monte-Aragón
Chinchilla de Monte-Aragón és un municipi de la província d'Albacete, en la comarca de la Manxa de Montearagón, que es troba a 15 km de la capital de la província. El 2006 tenia 3.507 habitants. Comprèn les pedanies de Casa Blanca de los Rioteros, Estación de Chinchilla, La Felipa, Horna, Pinilla, Pozo Bueno, Pozo de la Peña i Villar de Chinchilla. Limita amb els municipis d'Albacete, Valdeganga, Casas de Juan Núñez, Higueruela, Hoya-Gonzalo, Bonete, Corral-Rubio, Fuente-Álamo, Tobarra i Pozo Cañada.

## Història
Chinchilla fou un dels espais on les tropes borbòniques van arreplegar els seus exèrcits just abans de la batalla d'Almansa durant la Guerra de successió espanyola.

## Administració
| Període      | Nom de l'alcalde/-essa             | Partit polític | Data de possessió |
| ------------ | ---------------------------------- | -------------- | ----------------- |
| 1979 - 1983  | Francisco García De La Encarnación | PSOE           | 19/04/1979        |
| 1983 - 1987  | Francisco García De La Encarnación | PSOE           | 28/05/1983        |
| 1987 - 1991  | Dionisio F. García Gabriel         | PP             | 30/06/1987        |
| 1991 - 1995  | Daniel Ballesteros Madrona         | PSOE           | 15/06/1991        |
| 1995 - 1999  | Daniel Ballesteros Madrona         | PSOE           | 17/06/1995        |
| 1999 - 2003  | Vicente Martínez Correoso          | PSOE           | 03/07/1999        |
| 2003 - 2007  | Vicente Martínez Correoso          | PSOE           | 14/06/2003        |
| 2007 - 2011  | Vicente Martínez Correoso          | PSOE           | 16/06/2007        |
| 2011 - 2015  | n/d                                | n/d            | 11/06/2011        |
| 2015 - 2019  | n/d                                | n/d            | 13/06/2015        |
| 2019 - 2023  | n/d                                | n/d            | 15/06/2019        |
| Des del 2023 | n/d                                | n/d            | 17/06/2023        |